# Христос приземлився у Городні
«Христос приземлився у Городні. Євангеліє від Юди» (біл. Хрыстос прызямліўся ў Гародні) — роман білоруського письменника Володимира Короткевича. Вперше опублікований білоруською мовою в 1972 році.
Роман перекладений багатьма мовами, в тому числі й українською (Карло Скрипченко, 1988).
Романові передував однойменний кіносценарій, написаний в 1965 році, а в 1967 році на кіностудії «Білорусьфільм» роман було екранізовано (режисери Володимир Бичков та Сергій Скворцов).

## Сюжет
Ідея роману взята з «Хроніки…» Мацея Стрийковського, де є згадка про появу на Городненщі, за часів правління короля Сигізмунда І Старого, самозванця, який «собі приписав та присвоїв» Христове ім'я, «шахрая на ім'я Якуб Малштинський».
Події змальовані в творі — алюзія на історію Ісуса Христа, що вписана автором в тло білоруської історії початку (20 — 30-ті рр.) XVI століття.
Переважна більшість героїв вигадана автором. Виключенням є Каспар Бекеш (1520–1579), білоруський мислитель-антитрінітарій, сподвижник польського короля Стефана Баторія. В центрі уваги — образ Христа — Юрася Братчика, який зв'язує в одне ціле всі сюжетно-композиційні лінії твору й довкола якого розгортаються основні події.